# NGC 5379
NGC 5379 je prečkasta spiralna galaktika u zviježđu Velikom medvjedu.

## Vanjske poveznice
- (engl.) SEDS: NGC 5379
- (engl.) Revidirani Novi opći katalog
- (engl.) Izvangalaktička baza podataka NASA-e i IPAC-a
- (engl.) Astronomska baza podataka SIMBAD
- (engl.) VizieR
- DSS-ova slika NGC 5379  Arhivirana inačica izvorne stranice od 25. veljače 2016. (Wayback Machine)